# Malthinus fuerteventurensis
Malthinus fuerteventurensis es una especie de coleóptero de la familia Cantharidae.

## Distribución geográfica
Es endémica de Fuerteventura, en las islas Canarias (España).